# Bjørn Gulden

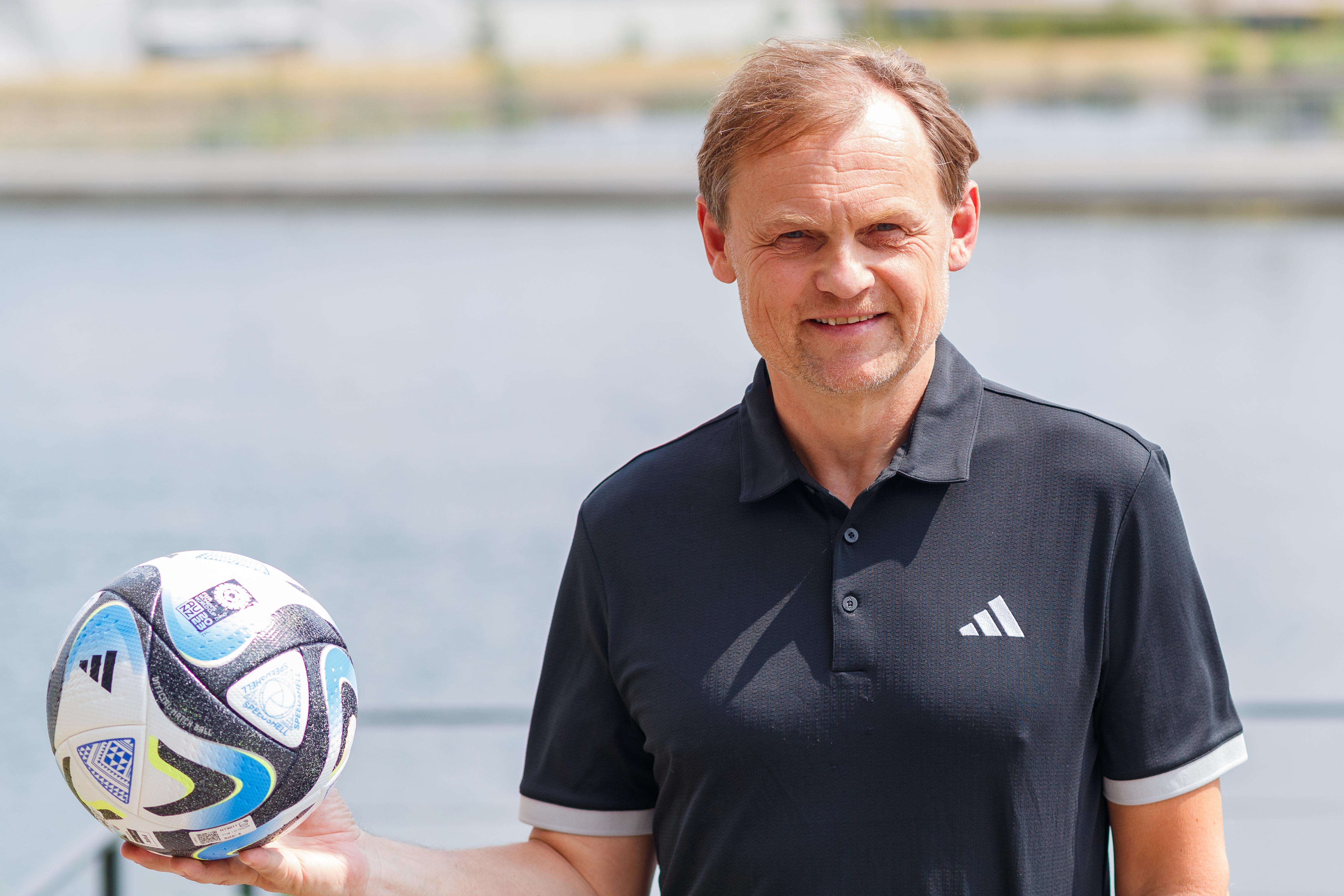
2023 im Adidas-Hauptquartier

Bjørn Gulden (* 4. Juni 1965 in Zürich) ist ein norwegischer Wirtschaftsmanager und ehemaliger Fußballspieler. Seit 1. Januar 2023 ist Gulden der Vorstandsvorsitzende des DAX-Unternehmens Adidas mit Sitz in Herzogenaurach.

## Karriere als Fußballspieler
Der Mittelfeldspieler begann seine Karriere bei Strømsgodset IF. Gulden war in der Saison 1984/85 viermal für den 1. FC Nürnberg in der 2. Bundesliga im Einsatz und erzielte dabei ein Tor. Nachdem er im Frühjahr 1986 erneut für Strømsgodset IF gespielt hatte, wechselte Gulden im Sommer desselben Jahres zu Bryne FK.

## Karriere als Manager
Gulden hat einen Bachelor of Business Administration der Hochschule Rogaland und einen Master of Business Administration der F.W. Olin Graduate School of Business des Babson College.
Im Jahr 2000 wurde Gulden zum geschäftsführenden Direktor des Schuhunternehmens Deichmann bestellt. Er war ebenfalls für verschiedene andere Unternehmen von Deichmann tätig, beispielsweise bis 2005 für die Deichmann-Tochter Roland-Schuhe oder seit 2002 als Verwaltungsrat für Dosenbach-Ochsner.
Ab 2010 arbeitete Gulden als Geschäftsführer des dänischen Schmuckherstellers Pandora, der unter anderem für den Großjuwelier Christ produziert.
Im April 2013 wurde Gulden zum neuen Vorstandsvorsitzenden des Sportartikelherstellers Puma ernannt. Er war unter anderem von 2014 bis 2022 Mitglied des Aufsichtsrates von Borussia Dortmund und ist im Aufsichtsrat von Tchibo.
Am 1. Januar 2023 übernahm Gulden den Vorstandsvorsitz beim Sportartikelhersteller Adidas.

## Sonstiges
Sein Vater Arild Gulden ist ein ehemaliger Handball- und Fußballspieler, der unter anderem bei Grasshopper Club Zürich sowohl Handball und Fußball spielte. Bjørn Gulden ist verheiratet und hat drei Söhne, sein Sohn Henrik Gulden war ebenfalls Fußballprofi, seine Zwillinge Noah und Scott spielen auch Fußball.
Gulden ist Mitglied der Deutschen Akademie für Fußball-Kultur.